# Virginia de Médici
Virginia de Médici (Florencia, 29 de mayo de 1568-Módena, 15 de enero de 1615) fue una noble italiana, hija natural de Cosme I de Médici y de su amante, Camilla Martelli. Fue duquesa de Módena y Reggio por su matrimonio con César de Este.

## Biografía

### Primeros años

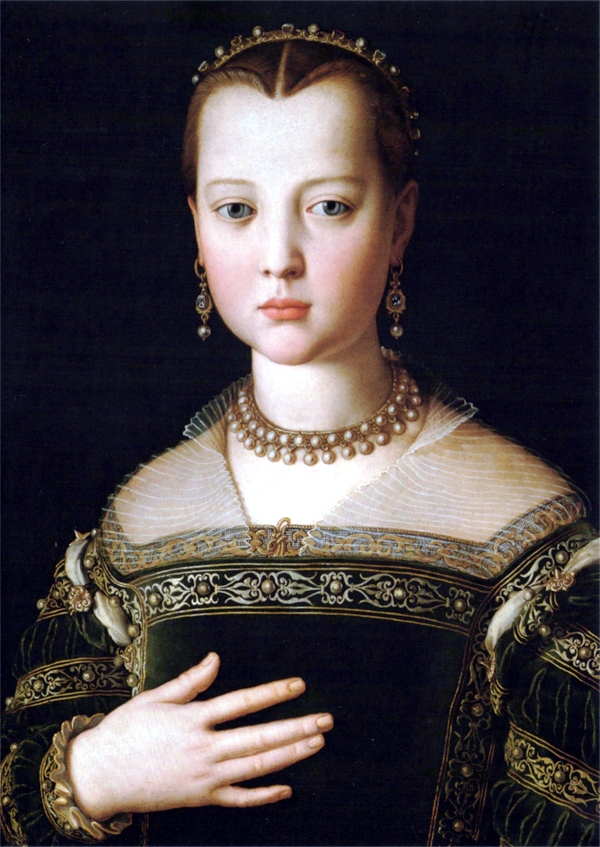
Posible retrato de Virginia de Médici, anteriormente identificado como María de Médici.

Virginia nació el 29 de mayo de 1568 en Florencia, en el Gran Ducado de Toscana, como única hija del duque Cosme I de Médici y de su amante, Camilla Martelli. Nació dos años antes del matrimonio entre sus progenitores, y a pesar de que pasó a ser hija legítima de Cosme, siempre fue resentida por los hijos del primer matrimonio de su padre. Se dice que sufrió desde joven accesos de locura. 

### Matrimonio
En 1581, Virginia fue comprometida con Francisco Sforza, pero las negociaciones fracasaron debido a que Francisco prefirió aceptar un sombrero de cardenal del papa Gregorio XIII. 
El 6 de febrero de 1586, contrajo matrimonio por poderes con César de Este, duque de Ferrara y desde 1597 duque de Módena; hijo de Alfonso de Este, marqués de Montecchio, y de Julia della Rovere. 
Virginia vivió en Ferrara y varias veces volvió a Toscana para algunas ocasiones especiales, tales como el matrimonio de su medio hermano, Fernando, con la princesa Cristina de Lorena (1589), o el bautismo de su sobrino, Cosme (abril de 1592). 
Cuando su esposo perdió Ferrara, se trasladó a Módena con la corte, en 1598.
Después de diez años de matrimonio, mostró los primeros signos de la locura que la acompañaron hasta su muerte en 1615. Fue enterrada en Módena, en la Iglesia de San Vicente, y se extendió el rumor de que fue envenenada por su marido.

## Descendencia
De la unión entre Virginia y César nacieron nueve hijos, cuatro de los cuales sufrieron de consanguinidad.
1. Julia (1588-1645), murió soltera.
2. Alfonso III (1591-1644), sucedió a su padre como duque de Módena en 1628. Casado con la princesa Isabel de Saboya, hija del duque Carlos Manuel I de Saboya y de la archiduquesa Catalina Micaela de Austria.
3. Luis (1593/1594-1664), marqués de Scandiano y Montecchio.
4. Laura (1594-1630), casada con Alejandro I Pico, duque de Mirandola. Es antepasada directa de María Teresa Cybo-Malaspina.
5. Ana Leonor (1597-1661), monja en el convento de Santa Clara en Carpi con el nombre de Sor Ángela Caterina.[4]
6. Hipólito Geminiano (1599-1647).
7. Nicolás Pedro (1601-1640).
8. Borso (1605-1657), casado con su sobrina, Hipólita de Este (hija de su hermano Luis), y padre de María Ángela Catalina de Este.
9. Foresto (1606-1639/1640).